# Gibson Les Paul

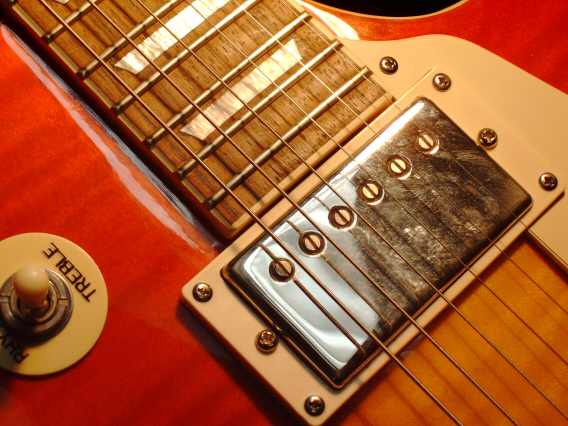
Detaljer på en Les Paul Standard.

Gibson Les Paul är en elgitarrmodell från Gibson. Gitarren är känd för sitt varma ljud med lång sustain (en dynamisk effekt som ger längre toner genom direkt påverkan av strängens svängning), och används inom de flesta musikgenrer, men främst inom rock och blues.
Tillsammans med gitarristen Les Paul skapade man en av de allra mest kända elgitarrerna 1952. Han kom på tricket att göra gitarren solid, utan klanglåda, och därmed undgå akustisk rundgång. 1957 kom det stora genombrottet med dubbelspoliga PAF-pickuper (så kallade "humbuckers") som gav ett tyngre ljud än tidigare, och som dessutom var fritt från störande nätbrum. 1958 kom dessa modeller i tvåfärgad sunburst, som går från ljust i mitten till mörk kant. Modellerna 1958 och 1959 betraktas som de mest eftertraktade gitarrmodellerna idag och betingar priser på långt över 1 miljon kronor, 2-3 miljoner är inte ovanligt. Strax under 2000 exemplar tillverkades.
AB Albin Hagström hade, i egenskap av importör, introducerat Gibson på den svenska marknaden. När den första egentillverkade Hagströmgitarren, Hagström DeLuxe, presenterades 1958 var den tydligt inspirerad av Gibson Les Paul.